# Ilex archeri
Ilex archeri é um gênero de plantas com flores. Edwin descreveu primeiro. Ilex archeri pertence ao gênero Ilex, e à família Aquifoliaceae.
Este tipo de planta pode ser encontrado em:
- Venezuela
  - Amazonas

Não há tipos listados como este.